# Ornithosuchidae
De Ornithosuchidae zijn een clade van uitgestorven reptielen, behorend tot de Crurotarsi, die leefde tijdens het Trias.
Deze carnivore dieren stonden in bouw tussen de viervoetige Thecodontia (basale Archosauria) en de tweevoetige dinosauriërs in. De ledematen vertoonden diverse kenmerken van beide groepen, maar desondanks staan deze dieren toch dichter bij de krokodillen. Ze worden bij de Pseudosuchia ingedeeld.

## Naamgeving en definitie
In 1908 benoemde Friedrich von Huene een familie Ornithosuchidae om Ornithosuchus een plaats te geven.
Lange tijd werd dit als een vrij vaag concept gebruikt waarin allerlei basale en van beperkte vondsten bekende vormen, daaronder ook Saurischia, werden verzameld.
De eerste exacte definitie als klade werd in 1991 gegeven door Paul Sereno: de groep bestaande uit de laatste gemeenschappelijke voorouder van Ornithosuchus, Riojasuchus en Venaticosuchus; en al diens afstammelingen. In 2004 gaf Michael Benton een veel complexere definitie: die taxa welke afstammen van Ornithosuchus longidens en Riojasuchus tenuisceps, en een recentere gemeenschappelijke voorouder met die soorten delen dan met Mystriosuchus planirostris, Stagonolepis robertsoni of de Crocodylia. Benton was duidelijk bang dat Ornithosuchus en Riojasuchus in feite niet nauw verwant waren; in dat geval is volgens deze definitie de verzameling leeg. Sereno vond dit maar een overdreven ingewikkelde en logisch niet sluitende omschrijving en gaf in 2005 om hetzelfde gevaar te vermijden een definitie als stamklade: de groep bestaande uit Ornithosuchus woodwardi Newton 1894 en alle soorten nauwer verwant aan Ornithosuchus dan aan Rutiodon carolinensis Emmons 1856, Aetosaurus ferratus Fraas 1877, Rauisuchus tiradentes Huene 1942, Prestosuchus chiniquensis Huene 1942 of Crocodylus niloticus (Laurenti 1768). In 2011 paste Sterling Nesbitt deze definitie aan door ook de huismus Passer domesticus uit te sluiten.

## Vondsten
De Ornithosuchidae zijn maar van drie soorten met zekerheid bekend die voorkomen in het Carnien-Norien van Schotland en Argentinië. Toegewezen materiaal uit Texas bleek in 2010 van Silesauridae afkomstig te zijn.
Traditioneel wordt de eerste vondst van een ornithosuchide gedateerd op 1857. Dat jaar werd in de Lossiemouth Sandstoneformatie een rechterbovenkaaksbeen ontdekt dat Thomas Huxley in 1877 benoemde als Dasygnathus longidens. Achteraf bleek er met die benoeming twee fundamentele zaken mis te zijn. De naam was al bezet door een kever en dus niet geldig. In 2016 werd daarnaast gesteld dat het specimen, ELGNM 1 een nomen dubium was, dat zelfs niet met zekerheid als een ornithosuchide te determineren viel.
Het eerste zekere ornithosuchide materiaal is daarmee in 1891 door dominee George Gordon gevonden in een steengroeve bij Spynie, overigens in dezelfde formatie. Het werd in 1894 door Edwin Tulley Newton benoemd als Ornithosuchus, de 'vogelkrokodil'. Het holotype daarvan bestaat uit NHMUK PV R2409, een schedel, en NHMUK PV R2410, een postcraniaal skelet, die afkomstig zijn van een enkel individu waarvan de platen gesplitst werden. Het materiaal uit de formatie heeft als eigenaardigheid dat het ten dele bestaat uit natuurlijke afgietsels en mallen. Desalniettemin is het vrij informatief. Daarbij is Ornithosuchus woodwardi Newton 1894 de typesoort van de familie Ornithosuchidae, indien althans ELGNM 1 niet aan de groep kan worden toegewezen.
Van Ornithosuchus werden later in Schotland nog wat fossielen gevonden. Het taxon wekte in de jaren daarna een grote theoretische belangstelling op, resulterend in een grote beschrijving door Alick Walker in 1964.
Begin jaren zestig werden bij Cerro Las Lajas in Argentinië ornithosuchide vondsten gedaan van schedels, uit de Ischigualastoformatie. Die werden in 1970 door José Fernando Bonaparte benoemd als de soort Venaticosuchus rusconii. Een latere vondst in 1966 van vier skeletten bij La Esquina uit de Los Colorados-formatie was in 1967 al door hem benoemd als Riojasuchus tenuisceps. Deze soort zou dus jonger zijn dan de andere twee en stammen uit het middelste Norien.
In 1965 werd Strigosuchus in eerste instantie benoemd als een ornithosuchide maar het bleek later een lid te zijn van de Sphenosuchia.

## Beschrijving

### Grootte en onderscheidende kenmerken
Ornithosuchidae konden een lengte bereiken van twee tot misschien vier meter. Die laatste lengte is echter gebaseerd op de omvang van ELGNM 1: is dit geen ornithosuchide dan duidt het bekende materiaal op dieren van een meter of twee. De achterpoten waren langer dan de voorpoten en hadden een verregaand verticale positie met weinig spreiding, dus in feite stonden ze verticaal onder het lichaam. Waarschijnlijk konden de dieren zich op zowel vier als op twee poten voortbewegen. De voorpoten maakten nog altijd twee derde uit van de lengte van de achterpoten. De hals was krachtig en kort, terwijl de kop groot was, maar tenger gebouwd. Die grote tanden waren zijdelings afgeplat. Op de rug bevonden zich twee rijen kleine beenplaten, de staart was door een rij beenplaten gepantserd.
In 2011 gaf Nesbitt een aantal gedeelde afgeleide kenmerken aan, synapomorfieën. De praemaxilla draagt drie tanden. De praemaxilla hangt af. Op het raakvlak van de praemaxilla en het bovenkaaksbeen bevindt zich een hiaat of diasteem in de tandenrij met een breedte van twee tanden. Het neusbeen raakt het prefrontale niet. De achterste zijtak van het postfrontale helt naar voren onder een hoek van vijfenveertig graden. Er bevindt zich geen venster tussen het verhemeltebeen en het pterygoïde. De oogkas eindigt onderaan in een V-vormige punt begrensd door opgaande takken van het jukbeen. Over een lengte van een derde deel van de onderkaak zijn het dentarium en het spleniale vergroeid tot een symfyse. Bij de halswervels steekt het middelste gedeelte van de kiel onder de randen van het wervellichaam uit. Het schaambeen heeft minstens zeventig procent van de lengte van het dijbeen. Bij het dijbeen wordt de trochanter anterior als een opstaande richel van de schacht gescheiden maar blijft er over de volle lengte mee verbonden. In de enkel zijn het sprongbeen en het hielbeen onderaan met elkaar verbonden via een hol vlak op het sprongbeen en een bol vlak op het hielbeen, de crocodile-reversed ankle joint. Het vijfde middenvoetsbeen heeft bovenaan geen haakvormig uiteinde.

### Skelet

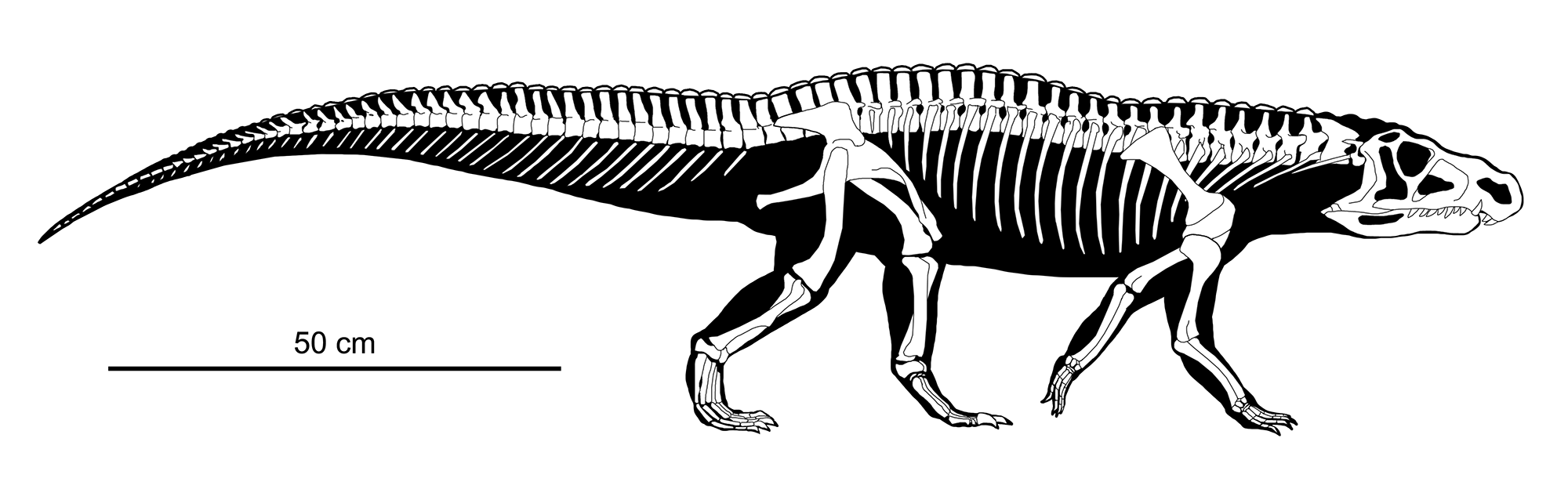
Het skelet van Riojasuchus

De kop van de Ornithosuchidae is hoog, vooral achteraan. Naar voren loopt de snuit af en het voorste gedeelte overhangt de onderkaken. Het voorste snuitbot, de praemaxilla, wordt van het achterliggende bovenkaaksbeen gescheiden door een tandeloze inkeping die zo meteen een diasteem vormt tussen de tandrijen. De voorste snuit is in bovenaanzicht zeer spits en meer achteraan ingesnoerd. De praemaxilla begrenst een groot neusgat en draagt voor zover bekend altijd drie tanden, een vrij laag aantal want sommige Pseudosuchia hebben er vijfentwintig. De fenestra antorbitalis is vrij klein. De oogkas heeft een scherpe onderste punt, omvat door opgaande takken van het jukbeen. Het quadratojugale is V-vormig en de opgaande tak ervan snoert samen met de neergaande tak van het squamosum het onderste slaapvenster van achteren in. Het bovenste slaapvenster is relatief klein. Het squamosum steekt achter de kop van het quadratum uit. Het quadratum buigt hol naar achteren, wat het kaakgewricht ver achter de achterhoofdsknobbel brengt. Het verhemelte is tandeloos, anders dan bij veel verwanten. Tussen het verhemeltebeen en het pterygoïde bevindt zich een venster, anders dan bij veel basale archosauriërs.
De voorkant van de onderkaak draagt lange tanden die in het diasteem van de bovenkaak passen. Soms is de eerste tand erg klein. De tweede en derde tand zijn dan erg groot. Er is een groot en langwerpig buitenste zijvenster.
De wervelkolom bestaat uit negen halswervels, veertien of vijftien ruggenwervels, drie sacrale wervels en tot meer dan vijfendertig staartwervels. De wervels zijn kort en hoog. Hun doornuitsteeksels zijn langwerpig en staan verticaal. De doornuitsteeksels van de halswervels zijn bovenaan overdwars verbreed. Bij de voorste en middelste halswervels zijn de voorste gewrichtsuitsteeksels schuin naar boven gericht. De wervellichamen van de ruggenwervels zijn ingesnoerd en hebben schijfvormige gewrichtsfacetten. De doornuitsteeksels van de middelste ruggenwervels zijn bovenaan matig overdwars verbreed, T-vormige plateaus vormend voor de pantserplaten. Bij de achterste ruggenwervels en de sacrale wervels zijn die plateaus geheel afwezig. De onderzijde van de sacrale wervels is afgeplat. De staartwervels hebben spoelvormig ingesnoerde wervellichamen.
De diepte van het schoudergewricht varieert nogal. Het is ondiep bij Ornithosuchus, veel dieper bij Riojasuchus. Het schouderblad is typisch lang en weinig aan de bovenzijde/achterzijde verbreed. De processus acromialis is laag en gelegen boven een grote ronde inzinking. Het ravenbeksbeen is halvemaanvormig met een lange taps toelopende punt aan de onderste achterzijde. Een ovaal foramen coracoideum doorboort het ravenbeksbeen een stuk onder de beennaad met het schouderblad.
Het opperarmbeen heeft een goed ontwikkelde deltopectorale kam. Aan de bovenkant steekt de binnenste hoek ver uit. Dat duidt op een zekere spreidstand. De bovenrand is golvend in vooraanzicht met de kop als een bolling in het midden. Ellepijp en spaakbeen zijn slanke en staafvormige botten. Het zou kunnen dat ornithosuchiden in het algemeen vrij lange en slanke voorpoten hebben met het basale aantal van vijf vingers.
In het bekken is het darmbeen hoog met een taps toelopend achterblad. Bij Ornithosuchus is het voorblad groot, recht afgesneden en tamelijk ver uitstekend, zij het niet verder dan de voorrand van het aanhangsel voor het schaambeen. Bij Riojasuchus is het rond en gereduceerd. Boven het heupgewricht bevindt zich een duidelijke antitrochanter. Het heupgewricht is als geheel aan de binnenzijde gesloten maar op de beennaad tussen darmbeen en zitbeen bevindt zich een beginnende perforatie. Bij Ornithosuchus wordt het hoofdlichaam van het schaambeen door een groot ovaal foramen obturatum doorboord. Het schaambeen heeft een opvallend lange schacht die hol naar achteren is gebogen. Het zitbeen heeft een kleine processus obturatorius op de voorrand. Bij Ornithosuchus is het onderste uiteinde verticaal verbreed.
Het dijbeen heeft een golvend profiel met de kop naar voren en binnen gericht. Dat duidt op een verticale stand. Zowel de trochanter minor als de trochanter major zijn goed ontwikkeld maar de vierde trochanter bevindt zich laag op de schacht, een aanwijzing dat ornithosuchiden geen goede renners waren. Een hoge plaatsing voor deze aanhechting van de retractorspier maakt het immers mogelijk de achterpoot snel naar achteren te trekken. Daarentegen zijn er bij het scheenbeen van Riojasuchus duidelijke aanwijzingen dat het onderbeen snel gestrekt kon worden. De enkel toont de befaamde crocodile-reverse ankle joint waarbij het hielbeen met een lang uitsteeksel zijdelings in een holte van het sprongbeen steekt maar het sprongbeen geen groot uitsteeksel in het hielbeen heeft. De vijf middenvoetsbeenderen zijn recht en langwerpig.

### Pantser
Van het lichaamspantser is niet heel veel bekend. Vermoedelijk lag boven iedere wervel een paar pantserplaten aan weerszijden. Die platen zijn verbeende osteodermen en waren waarschijnlijk bedekt met een hoornlaag. De platen zijn eenvoudig geornamenteerd met een opstaande lengterichel evenwijdig aan de buitenste zijrand.

## Fylogenie
De geleerden vonden Ornithosuchus eerst maar een raadselachtig taxon. Newton bracht hem in 1894 onder bij de Dinosauria. George Albert Boulenger maakte daar in 1903 de Parasuchia van waarbij Ornithosuchus werd samengevoegd met Aetosaurus, Erpetosuchus, Stagonolepis en Belodon met geen van welke het dier in feite een nauwe verwantschap had. Von Huene schiep in 1908 niet alleen een eigen Ornithosuchidae maar ook een Ornithosuchia. Dat deed meer recht aan de zelfstandige positie maar daaraan werd weer afbreuk gedaan door een affiniteit aan te nemen met nog steeds niet direct verwanten soorten namelijk Scleromochlus taylori en Hallopus victor. Toch is het duidelijk waar Von Huene deze keuze op baseerde: het gaat om kleinere wellicht tweevoetige archosauriërs. In de jaren daarna zouden nog allerlei vormen ten onrechte in de Ornithosuchidae geplaatst worden namelijk Saltoposuchus, Parringtonia, Erpetosuchus, Hesperosuchus, Stegomosuchus, Mandasuchus, Euparkeria, Browniella, Cerritosaurus, Clarencea en Prestosuchus.
De herbeschrijving door Walker maakte daar korte metten mee maar leidde toch tot een regressie in het denken over Ornithosuchus. Walker waren allerlei overeenkomsten met grote Theropoda opgevallen, de Carnosauria. In feite ging het daarbij om een geval van parallelle evolutie maar Walker dacht dat de Ornithosuchidae de directe vooroudergroep waren van deze dinosauriërs. Sinosaurus en Teratosaurus zouden zijn verwanten zijn. Walker kreeg eerst bijval van andere onderzoekers maar eind jaren zestig drong het besef door dat de ornithosuchiden Pseudosuchia zijn.
Bonapartes nieuwe vondsten vertegenwoordigden de eerste echte directe verwanten van Ornithosuchus: Riojasuchus en Venaticosuchus. Hij poogde ook de plaats van de Ornithosuchidae in de stamboom van de Pseudosuchia te bepalen en verenigde ze met de Rauisuchidae, Pallisteriidae, Teleocratidae en Scleromochlidae in de Ornithosuchia. Dit weerspiegelde voornamelijk het toenmalige gebrekkige inzicht in het begrip Pseudosuchia dat nog voornamelijk functioneerde als een verzamelbak voor allerlei basale vormen. In 1975 meende hij dat Gracilisuchus een ornithosuchide was.
In het midden van de jaren tachtig droeg de exacte methode van de cladistiek de belofte met zich mee zulke problemen eenduidig te kunnen oplossen. De eerste cladistische analyse waarin Ornithosuchus meegenomen werd, die van Jacques Gauthier uit 1986 plaatste het taxon echter op de tak naar de vogels, die tegenwoordig de Avemetatarsalia genoemd wordt. Opnieuw werden de Ornithosuchidae zo de voorlopers van de dinosauriërs en dit werd herhaald door talloze populairwetenschappelijke boeken. Paul Sereno publiceerde in 1991 een meer gedetailleerde analyse met als uitkomst dat Ornithosuchus een lid was van de Crurotarsi, boven de Phytosauria in de stamboom staand. Parrish vond de Ornithosuchidae als de meest basale Pseudosuchia, als zustergroep van de Suchia. Latere analyses herhalen meestal twee posities: of als de meest basale pseudosuchische groep of meer afgeleid als nauwe verwant aan de Rauisuchia, met name de Poposauroidea.
Het volgende kladogram toont de afgeleide positie.
|  | \| \| Ornithosuchidae \| \| \| \| \| \| Rauisuchia \| \| \| \| |
|  |                                                                |
|  | Crocodylomorpha                                                |
|  |                                                                |
|  | Ornithosuchidae                                                |
|  |                                                                |
|  | Rauisuchia                                                     |
|  |                                                                |

|  | Ornithosuchidae |
|  |                 |
|  | Rauisuchia      |
|  |                 |

|  | \| \| Ornithosuchidae \| \| \| \| \| \| Rauisuchia \| \| \| \| |
|  |                                                                |
|  | Crocodylomorpha                                                |
|  |                                                                |
|  | Ornithosuchidae                                                |
|  |                                                                |
|  | Rauisuchia                                                     |
|  |                                                                |

|  | Ornithosuchidae |
|  |                 |
|  | Rauisuchia      |
|  |                 |

|  | \| \| Ornithosuchidae \| \| \| \| \| \| Rauisuchia \| \| \| \| |
|  |                                                                |
|  | Crocodylomorpha                                                |
|  |                                                                |
|  | Ornithosuchidae                                                |
|  |                                                                |
|  | Rauisuchia                                                     |
|  |                                                                |

|  | Ornithosuchidae |
|  |                 |
|  | Rauisuchia      |
|  |                 |

|  | \| \| Ornithosuchidae \| \| \| \| \| \| Rauisuchia \| \| \| \| |
|  |                                                                |
|  | Crocodylomorpha                                                |
|  |                                                                |
|  | Ornithosuchidae                                                |
|  |                                                                |
|  | Rauisuchia                                                     |
|  |                                                                |

|  | Ornithosuchidae |
|  |                 |
|  | Rauisuchia      |
|  |                 |

|  | \| \| Ornithosuchidae \| \| \| \| \| \| Rauisuchia \| \| \| \| |
|  |                                                                |
|  | Crocodylomorpha                                                |
|  |                                                                |
|  | Ornithosuchidae                                                |
|  |                                                                |
|  | Rauisuchia                                                     |
|  |                                                                |

|  | Ornithosuchidae |
|  |                 |
|  | Rauisuchia      |
|  |                 |

|  | \| \| Ornithosuchidae \| \| \| \| \| \| Rauisuchia \| \| \| \| |
|  |                                                                |
|  | Crocodylomorpha                                                |
|  |                                                                |
|  | Ornithosuchidae                                                |
|  |                                                                |
|  | Rauisuchia                                                     |
|  |                                                                |

|  | Ornithosuchidae |
|  |                 |
|  | Rauisuchia      |
|  |                 |

|  | \| \| Ornithosuchidae \| \| \| \| \| \| Rauisuchia \| \| \| \| |
|  |                                                                |
|  | Crocodylomorpha                                                |
|  |                                                                |
|  | Ornithosuchidae                                                |
|  |                                                                |
|  | Rauisuchia                                                     |
|  |                                                                |

|  | Ornithosuchidae |
|  |                 |
|  | Rauisuchia      |
|  |                 |

|  | \| \| Ornithosuchidae \| \| \| \| \| \| Rauisuchia \| \| \| \| |
|  |                                                                |
|  | Crocodylomorpha                                                |
|  |                                                                |
|  | Ornithosuchidae                                                |
|  |                                                                |
|  | Rauisuchia                                                     |
|  |                                                                |

|  | Ornithosuchidae |
|  |                 |
|  | Rauisuchia      |
|  |                 |

|  | \| \| Ornithosuchidae \| \| \| \| \| \| Rauisuchia \| \| \| \| |
|  |                                                                |
|  | Crocodylomorpha                                                |
|  |                                                                |
|  | Ornithosuchidae                                                |
|  |                                                                |
|  | Rauisuchia                                                     |
|  |                                                                |

|  | Ornithosuchidae |
|  |                 |
|  | Rauisuchia      |
|  |                 |

|  | \| \| Ornithosuchidae \| \| \| \| \| \| Rauisuchia \| \| \| \| |
|  |                                                                |
|  | Crocodylomorpha                                                |
|  |                                                                |
|  | Ornithosuchidae                                                |
|  |                                                                |
|  | Rauisuchia                                                     |
|  |                                                                |

|  | Ornithosuchidae |
|  |                 |
|  | Rauisuchia      |
|  |                 |

|  | \| \| Ornithosuchidae \| \| \| \| \| \| Rauisuchia \| \| \| \| |
|  |                                                                |
|  | Crocodylomorpha                                                |
|  |                                                                |
|  | Ornithosuchidae                                                |
|  |                                                                |
|  | Rauisuchia                                                     |
|  |                                                                |

|  | Ornithosuchidae |
|  |                 |
|  | Rauisuchia      |
|  |                 |

|  | \| \| Ornithosuchidae \| \| \| \| \| \| Rauisuchia \| \| \| \| |
|  |                                                                |
|  | Crocodylomorpha                                                |
|  |                                                                |
|  | Ornithosuchidae                                                |
|  |                                                                |
|  | Rauisuchia                                                     |
|  |                                                                |

|  | Ornithosuchidae |
|  |                 |
|  | Rauisuchia      |
|  |                 |

|  | \| \| Ornithosuchidae \| \| \| \| \| \| Rauisuchia \| \| \| \| |
|  |                                                                |
|  | Crocodylomorpha                                                |
|  |                                                                |
|  | Ornithosuchidae                                                |
|  |                                                                |
|  | Rauisuchia                                                     |
|  |                                                                |

|  | Ornithosuchidae |
|  |                 |
|  | Rauisuchia      |
|  |                 |

|  | \| \| Ornithosuchidae \| \| \| \| \| \| Rauisuchia \| \| \| \| |
|  |                                                                |
|  | Crocodylomorpha                                                |
|  |                                                                |
|  | Ornithosuchidae                                                |
|  |                                                                |
|  | Rauisuchia                                                     |
|  |                                                                |

|  | Ornithosuchidae |
|  |                 |
|  | Rauisuchia      |
|  |                 |

|  | \| \| Ornithosuchidae \| \| \| \| \| \| Rauisuchia \| \| \| \| |
|  |                                                                |
|  | Crocodylomorpha                                                |
|  |                                                                |
|  | Ornithosuchidae                                                |
|  |                                                                |
|  | Rauisuchia                                                     |
|  |                                                                |

|  | Ornithosuchidae |
|  |                 |
|  | Rauisuchia      |
|  |                 |

|  | \| \| Ornithosuchidae \| \| \| \| \| \| Rauisuchia \| \| \| \| |
|  |                                                                |
|  | Crocodylomorpha                                                |
|  |                                                                |
|  | Ornithosuchidae                                                |
|  |                                                                |
|  | Rauisuchia                                                     |
|  |                                                                |

|  | Ornithosuchidae |
|  |                 |
|  | Rauisuchia      |
|  |                 |

|  | \| \| Ornithosuchidae \| \| \| \| \| \| Rauisuchia \| \| \| \| |
|  |                                                                |
|  | Crocodylomorpha                                                |
|  |                                                                |
|  | Ornithosuchidae                                                |
|  |                                                                |
|  | Rauisuchia                                                     |
|  |                                                                |

|  | Ornithosuchidae |
|  |                 |
|  | Rauisuchia      |
|  |                 |

|  | \| \| Ornithosuchidae \| \| \| \| \| \| Rauisuchia \| \| \| \| |
|  |                                                                |
|  | Crocodylomorpha                                                |
|  |                                                                |
|  | Ornithosuchidae                                                |
|  |                                                                |
|  | Rauisuchia                                                     |
|  |                                                                |

|  | Ornithosuchidae |
|  |                 |
|  | Rauisuchia      |
|  |                 |

|  | \| \| Ornithosuchidae \| \| \| \| \| \| Rauisuchia \| \| \| \| |
|  |                                                                |
|  | Crocodylomorpha                                                |
|  |                                                                |
|  | Ornithosuchidae                                                |
|  |                                                                |
|  | Rauisuchia                                                     |
|  |                                                                |

|  | Ornithosuchidae |
|  |                 |
|  | Rauisuchia      |
|  |                 |

|  | \| \| Ornithosuchidae \| \| \| \| \| \| Rauisuchia \| \| \| \| |
|  |                                                                |
|  | Crocodylomorpha                                                |
|  |                                                                |
|  | Ornithosuchidae                                                |
|  |                                                                |
|  | Rauisuchia                                                     |
|  |                                                                |

|  | Ornithosuchidae |
|  |                 |
|  | Rauisuchia      |
|  |                 |

|  | \| \| Ornithosuchidae \| \| \| \| \| \| Rauisuchia \| \| \| \| |
|  |                                                                |
|  | Crocodylomorpha                                                |
|  |                                                                |
|  | Ornithosuchidae                                                |
|  |                                                                |
|  | Rauisuchia                                                     |
|  |                                                                |

|  | Ornithosuchidae |
|  |                 |
|  | Rauisuchia      |
|  |                 |

|  | \| \| Ornithosuchidae \| \| \| \| \| \| Rauisuchia \| \| \| \| |
|  |                                                                |
|  | Crocodylomorpha                                                |
|  |                                                                |
|  | Ornithosuchidae                                                |
|  |                                                                |
|  | Rauisuchia                                                     |
|  |                                                                |

|  | Ornithosuchidae |
|  |                 |
|  | Rauisuchia      |
|  |                 |

|  | \| \| Ornithosuchidae \| \| \| \| \| \| Rauisuchia \| \| \| \| |
|  |                                                                |
|  | Crocodylomorpha                                                |
|  |                                                                |
|  | Ornithosuchidae                                                |
|  |                                                                |
|  | Rauisuchia                                                     |
|  |                                                                |

|  | Ornithosuchidae |
|  |                 |
|  | Rauisuchia      |
|  |                 |

|  | \| \| Ornithosuchidae \| \| \| \| \| \| Rauisuchia \| \| \| \| |
|  |                                                                |
|  | Crocodylomorpha                                                |
|  |                                                                |
|  | Ornithosuchidae                                                |
|  |                                                                |
|  | Rauisuchia                                                     |
|  |                                                                |

|  | Ornithosuchidae |
|  |                 |
|  | Rauisuchia      |
|  |                 |

|  | \| \| Ornithosuchidae \| \| \| \| \| \| Rauisuchia \| \| \| \| |
|  |                                                                |
|  | Crocodylomorpha                                                |
|  |                                                                |
|  | Ornithosuchidae                                                |
|  |                                                                |
|  | Rauisuchia                                                     |
|  |                                                                |

|  | Ornithosuchidae |
|  |                 |
|  | Rauisuchia      |
|  |                 |

|  | \| \| Ornithosuchidae \| \| \| \| \| \| Rauisuchia \| \| \| \| |
|  |                                                                |
|  | Crocodylomorpha                                                |
|  |                                                                |
|  | Ornithosuchidae                                                |
|  |                                                                |
|  | Rauisuchia                                                     |
|  |                                                                |

|  | Ornithosuchidae |
|  |                 |
|  | Rauisuchia      |
|  |                 |

|  | \| \| Ornithosuchidae \| \| \| \| \| \| Rauisuchia \| \| \| \| |
|  |                                                                |
|  | Crocodylomorpha                                                |
|  |                                                                |
|  | Ornithosuchidae                                                |
|  |                                                                |
|  | Rauisuchia                                                     |
|  |                                                                |

|  | Ornithosuchidae |
|  |                 |
|  | Rauisuchia      |
|  |                 |

|  | \| \| Ornithosuchidae \| \| \| \| \| \| Rauisuchia \| \| \| \| |
|  |                                                                |
|  | Crocodylomorpha                                                |
|  |                                                                |
|  | Ornithosuchidae                                                |
|  |                                                                |
|  | Rauisuchia                                                     |
|  |                                                                |

|  | Ornithosuchidae |
|  |                 |
|  | Rauisuchia      |
|  |                 |

|  | \| \| Ornithosuchidae \| \| \| \| \| \| Rauisuchia \| \| \| \| |
|  |                                                                |
|  | Crocodylomorpha                                                |
|  |                                                                |
|  | Ornithosuchidae                                                |
|  |                                                                |
|  | Rauisuchia                                                     |
|  |                                                                |

|  | Ornithosuchidae |
|  |                 |
|  | Rauisuchia      |
|  |                 |

|  | \| \| Ornithosuchidae \| \| \| \| \| \| Rauisuchia \| \| \| \| |
|  |                                                                |
|  | Crocodylomorpha                                                |
|  |                                                                |
|  | Ornithosuchidae                                                |
|  |                                                                |
|  | Rauisuchia                                                     |
|  |                                                                |

|  | Ornithosuchidae |
|  |                 |
|  | Rauisuchia      |
|  |                 |

|  | \| \| Ornithosuchidae \| \| \| \| \| \| Rauisuchia \| \| \| \| |
|  |                                                                |
|  | Crocodylomorpha                                                |
|  |                                                                |
|  | Ornithosuchidae                                                |
|  |                                                                |
|  | Rauisuchia                                                     |
|  |                                                                |

|  | Ornithosuchidae |
|  |                 |
|  | Rauisuchia      |
|  |                 |

|  | \| \| Ornithosuchidae \| \| \| \| \| \| Rauisuchia \| \| \| \| |
|  |                                                                |
|  | Crocodylomorpha                                                |
|  |                                                                |
|  | Ornithosuchidae                                                |
|  |                                                                |
|  | Rauisuchia                                                     |
|  |                                                                |

|  | Ornithosuchidae |
|  |                 |
|  | Rauisuchia      |
|  |                 |

In 2012 werd ook de interne fylogenie van de Ornithosuchidae onderzocht met uitkomst dat Riojasuchus nauwer verwant was aan Venaticosuchus dan aan Ornithosuchus.

## Evolutie

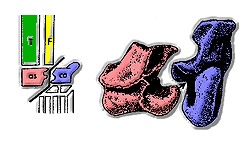
De crocodile-normal ankle joint

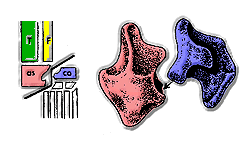
De crocodile-reverse ankle joint met in het roze het sprongbeen en in het paars het hielbeen

De oorsprong van de Ornithosuchidae is wat raadselachtig. Dat komt ten dele door de onzekerheid welke positie ze innemen in de evolutionaire stamboom. Staan ze basaal in de Pseudosuchia dan moet hun afstammingslijn eerst geleken hebben op basale Suchia. De eerdere verwarring of ze geen voorlopers waren van dinosauriërs zou dan veroorzaakt kunnen zijn doordat vroege Avemetatarsalia daar in bouw niet heel veel van zullen hebben afgeweken. Het zou hebben kunnen gaan om beweeglijke tweevoetige rovers, niet langer dan een meter. Gaat het daarentegen om nauwe verwanten van Rauisuchia, dan kunnen ook de eerste vormen al een twee meter lang zijn geweest en is de gelijkenis met dinosauriërs meer een zaak van convergentie.
In beide gevallen moet er echter een lange verborgen ontwikkelingslijn zijn geweest van minstens zo'n zeventien miljoen jaar want de jongste mogelijke verwanten leefde tijdens het Olenekien zoals het bestaan van Vytshegdosuchus en Ctenosauriscus bewijst. Zo'n verborgen evolutie kan het plausibel gevolg zijn van een relatieve zeldzaamheid van de groep. Dat er maar drie soorten ontdekt zijn, is een aanwijzing dat de feitelijke soortenrijkdom niet groot was en dat maakt het waarschijnlijk dat er grote hiaten vallen in de fossil record. Op een iets complexere ontwikkeling wijst echter het feit dat de Zuid-Amerikaanse en Schotse vormen ongeveer gelijktijdig leefden. Dat zou kunnen betekenen dat er zich toen toch een zekere radiatie voordeed. Daarbij lagen de vondstgebieden ook toen al op gematigde breedten, de een vijfendertig graden in het noorden, de ander vijfendertig graden in het zuiden. Het is wel gedacht dat de toenmalige faunae door extreem hete tropenwoestijnen gescheiden werden. Een radiatie kan dus een teken zijn dat de Ornithosuchidae zich daar weinig van aantrokken en zich over het hele oppervlak van het supercontinent Pangea verspreidden. Maar het is ook mogelijk dat die verspreiding zich eerder voordeed en het vondstpatroon op puur toeval berust waarbij beide takken zich na scheiding onafhankelijk van elkaar ontwikkelden.

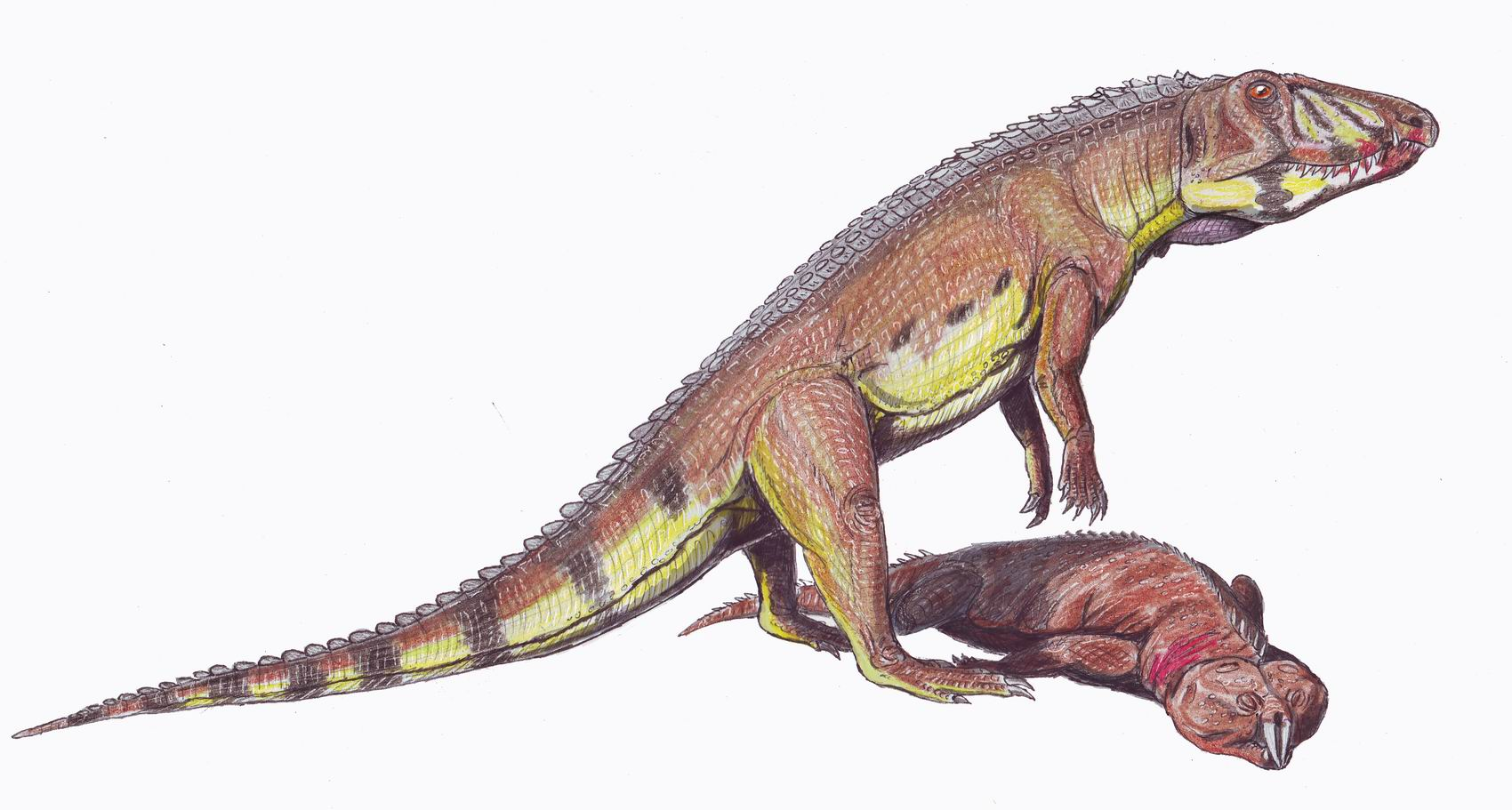
Een ornithosuchus van vier meter zou een roofdier kunnen zijn geweest maar een van twee meter suggereert een rol als aaseter

De onzekere positie maakt ook de evolutie van de crocodile-reverse ankle joint problematisch. In de jaren tachtig werd de vorm van het enkelgewricht gebruikt om de vogellijn van de Crurotarsi te onderscheiden. Dinosauriërs hebben een simpel recht gewricht in de enkel, tussen de middenvoet en de bovenste enkelbeenderen. Bij krokodilachtigen scharnieren sprongbeen en hielbeen echter ten opzichte van elkaar, wat een grotere rotatie om de lengteas toestaat. Het ontbreken van deze crocodile-normal ankle joint bij de Ornithosuchidae werd als een beslissende aanwijzing gezien dat ze op de vogellijn stonden. Later toonde nadere analyse echter aan dat ornithosuchiden, volgens de typologie van Sankar Chatterjee uit 1978, een derde vorm bezaten, de crocodile-reverse ankle joint. Deze staat ook beweging tussen sprongbeen en hielbeen toe maar het sprongbeen mist een groot onderste uitsteeksel zodat de 'hoofdpen' op het hielbeen zit. Zijn de Ornithosuchidae verwanten van de Rauisuchia dan moet de crocodile-reverse ankle joint zich uit de crocodile-normal ankle joint ontwikkeld hebben door een reductie van het uitsteeksel op het sprongbeen. Zijn het daarentegen basale Pseudosuchia dan kan de crocodile-reverse ankle joint een voorloper zijn van de crocodile-normal ankle joint of een aparte ontwikkeling uit een simpel recht gewricht. Beide laatste hypothesen zijn overigens lastig te verenigen met een positie van de Phytosauria buiten de Pseudosuchia zoals veel analyses vinden want die lijken een crocodile-normal ankle joint te hebben.

## Levenswijze

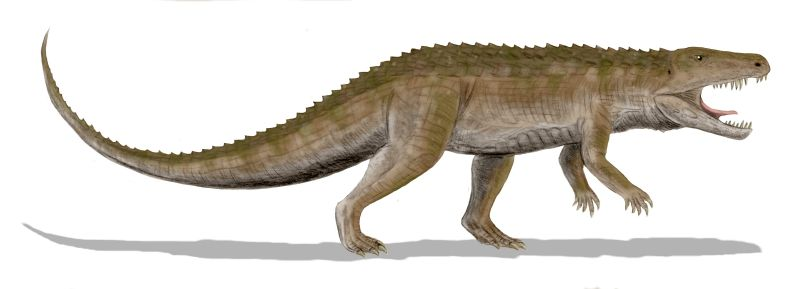
Een tweevoetige houding is niet zo waarschijnlijk

Walker beschouwde de ornithosuchiden als belangrijke rovers in hun leefgebied. Daarbij ging hij echter uit van een lengte van vier meter voor Ornithosuchus. In 1983 echter rapporteerde Michael Benton een skelet van Hyperodapedon dat afgekluifd was en zag Ornithosuchus als de dader. María Belén Von Baczko stelde de lengte van Ornithosuchus bij tot twee meter en concludeerde dat als deze de veroorzaker was van de bijtsporen de overeenkomende lengte van de twee dieren eerder wees op een rol als aaseter. De overdwars afgeplatte voorste snuit en de eveneens afgeplatte tanden zag ze als aanwijzingen dat een spartelende prooi niet vastgehouden kon worden. Dat zou ook blijken uit de langzame krachtige beet waarop haar studie van de kaakmusculatuur wees. Voor theropoden met een gelijksoortige afhangende snuit en tanden wordt tegenwoordig echter meestal aangenomen dat ze de prooi meervoudige verwondingen toebrachten zonder er mee te worstelen. Die methode kunnen ornithosuchiden ook hebben toegepast. Daarbij waren de grote voorste dentaire tanden kegelvormig, wat een krachtig grijporgaan moet hebben opgeleverd. De maxillaire tanden zijn erg lang en de krachtige beet kan ook bij een aanval gebruikt zijn. Het smalle voorste snuitstuk lijkt geschikt voor het ontvlezen van botten maar dat kan ook nadat de maxillaire tanden een prooi gedood hadden.
Von Baczko achtte het alleen mogelijk dat wat grotere prooien aangevallen werden als ornithosuchiden tweevoeters waren, welk vraagstuk ze nog onvoldoende onderzocht vond. Ze zouden dan met hun voorpoten kleinere dieren vastgehouden of omgegooid moeten hebben. Het zou dan gaan om Procolophonidae, Sphenodontia, jonge Aetosauria, Erpetosuchidae, Cynodonta en Dicynodonta.
Walker zag de ornithosuchiden als tweevoeters. Hun voorpoten zouden zelfs te kort geweest zijn om op te lopen. Hij maakte een beroemde tekening van het skelet van Ornithosuchus waarin het dier gereconstrueerd was als een soort krokodil die onder een hoek van vijfenveertig graden schuin omhoog liep. De staart sleepte daarbij over de grond. De dieren zouden zo de tegenhangers en directe voorlopers zijn geweest van de tweevoetige Theropoda. Tegenwoordig weten we dat ook die niet met de staart over de bodem sleepten. Als ornithosuchiden tweevoeters waren, hielden ze de romp horizontaal, in evenwicht gehouden door een horizontale staart. Hoewel een dergelijke gang anatomisch mogelijk is, wijst er niet zoveel op. Als de dieren zoolgangers waren, zouden voorpoten en achterpoten ongeveer in gelijke mate onder de romp uitsteken. De achterpoten waren wel langer maar moesten de heup bereiken. De ornithosuchiden waren zo goed aangepast aan een viervoetige gang. Voor een tweevoetige gang is het darmbeen wat kort zodat de spieren niet heel sterk kunnen zijn geweest. De lage positie van de vierde trochanter wijst ook op een vrij langzame retractie. Goede renners kunnen ze dus niet geweest zijn. Het is daarmee maar de vraag of ze dezelfde niche vulden als latere theropoden en een soort mislukt experiment in die richting zijn.

## Geslachten
- † Ornithosuchus Newton, 1894
- † Riojasuchus Bonaparte, 1969
- † Venaticosuchus Bonaparte, 1971